# Ligne de Busigny à Somain
La ligne de Busigny à Somain est une ligne ferroviaire française, à écartement standard et à double voie électrifiée, reliant la gare de Busigny à celle de Somain.
Elle constitue la ligne no 250 000 du réseau ferré national.

## Historique
La ligne est concédée à la Compagnie des chemins de fer du Nord par une convention signée le 19 février 1852 entre le ministre des Travaux publics et la compagnie. Cette convention est approuvée par un décret le même jour.
Cette ligne a été mise en service par la Compagnie des chemins de fer du Nord le 15 juillet 1858.
Le 4 décembre 1907, à deux cents mètres de la gare de Bertry, arrive le train 4804 composé de 39 wagons chargés de 650 tonnes de houille. La locomotive explose, tuant son chauffeur et son mécanicien, le tout à côté d'habitations et de l'usine électrique.

## Infrastructure

### Tracé de la ligne
La ligne naît à Busigny, sur la ligne de Creil à Jeumont, juste après la gare de la commune. Elle part alors vers le Nord en direction de Caudry, puis fléchit nord-ouest, sur un tracé plutôt sinueux. C'est à l'est de Cambrai que la ligne est raccordée à la gare de la ville ainsi qu'à la ligne de Saint-Just-en-Chaussée à Douai.
Prenant ensuite une direction nord, la ligne part vers les rives de l'Escaut, qu'elle atteint au niveau de Bouchain, avant de passer au-dessus du cours d'eau à hauteur de Neuville-sur-Escaut. C'est après la gare de Lourches que se trouve la bifurcation en direction de la ligne de Lourches à Valenciennes. La ligne se termine enfin à Somain, gare où elle rejoint la ligne de Douai à Blanc-Misseron.

### Vitesses limites
Vitesses limites de la ligne en 2012 pour tous les types de trains en sens impair (certaines catégories de trains, comme les trains de marchandises, possèdent des limites plus faibles) :
| De         | À         | Limite |
| ---------- | --------- | ------ |
| Busigny BV | Somain BV | 110    |

### Électrification

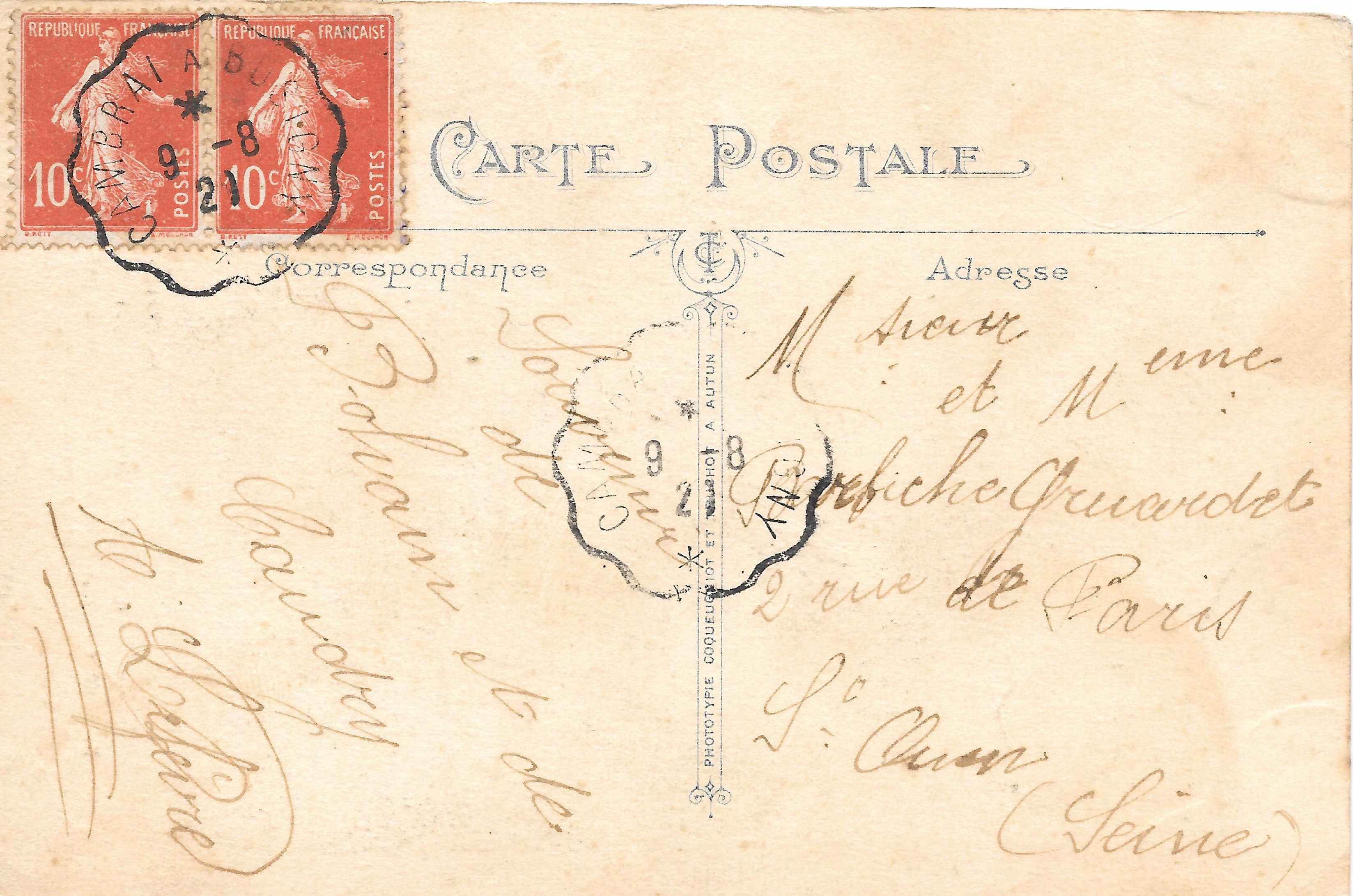
Timbre à date d'ambulant postal crénelé sur la ligne de Busigny à Cambrai daté de 1921.

Cette ligne a été électrifiée en courant alternatif 25 kV - 50 Hz en 2 étapes :
- De Lourches à Somain, le 18 décembre 1962.
- De Busigny à Lourches, le 22 mai 1963.

L'alimentation est assurée par la sous-station de Busigny et par les lignes affluentes.

## Exploitation
La ligne de Busigny à Somain est exploitée par les trains du service TER Hauts-de-France. Elle voit passer les trains omnibus de la liaison P63 reliant Valenciennes à Cambrai sur la section de Lourches à la bifurcation de Cambrai-Nord. Sont également présents sur cette ligne les trains semi directs K40 reliant Lille-Flandres à Saint-Quentin, avec rebroussement en gare de Cambrai. La ligne semi directe K13 est aussi présente sur la section de Cambrai à Busigny, voyant ainsi passer les trains reliant Paris-Nord à Cambrai.